# La Rotonda (Tregasio)
La Rotonda è un oratorio neoclassico dedicato ai Santi Martiri Gervaso e Protaso, situata a Tregasio a pochi metri dalla Chiesa dei Santi Martiri Gervaso e Protaso. Nel 1912 fu dichiarata monumento nazionale. 

## Storia
La Rotonda fu progettata da Luigi Cagnola poco prima della sua morte avvenuta nel 1833. Il progetto fu ripreso da Ambrogio Nava (marito in seconde nozze di Francesca D'Adda, il primo fu il Cagnola). Nava arricchì il progetto (aggiungendo gli stemmi della famiglia d'Adda e le nicchie esterne) e fece costruire, nel 1842, la Rotonda su di un oratorio preesistente.
Il 10 gennaio 1912 fu dichiarata monumento nazionale. Nonostante questo riconoscimento, l'edificio subì un processo di degrado causato dalla mancanza di restauri, tanto che fu utilizzata anche come granaio. Nel 1927 gli abitanti di Tregasio, vista la situazione in cui era caduta, decisero di restaurarla a spese loro. Seguirono altri restauri nel 1932, nel 1957 e nel 1971. Quest'ultimo restauro ha comportato la sostituzione dell'originale tetto costituito d'arenaria disposta a scaglie di pesce, con quella attuale di rame. Nel 2016 dopo quarantacinque anni dall'ultimo restauro, è nato un comitato in difesa della Rotonda, il cui scopo principale è quello di proporre un restauro graduale dell'edificio partendo dai lavori più rilevanti (come l'acqua che filtra dal tetto) e andando poi a scendere in ordine di rilevanza. 

## Descrizione

### Esterno
La Rotonda è stata costruita su un piano sopraelevato di quattro metri dalla strada che vi si trova dinnanzi. Questo è stato possibile grazie a due gradinate: la prima, composta da 14 gradini, innalza il terrapieno su cui si trova la Rotonda dalla strada, la seconda, composta da cinque gradini, innalza a sua volta la Rotonda dal terrapieno. Frontalmente la Rotonda è costituita da un piccolo pronao sorretto da sei cariatidi. Queste rappresentano tre situazioni differenti: la preghiera (le due centrali), l'eucaristia (le due a fianco) ed il timore (le due laterali). Ai lati dell'edificio si trovano quattro statue, molto danneggiate, rappresentanti San Gervaso e Protaso, Santa Valeria e San Vitale, rispettivamente la madre ed il padre dei due martiri Gervaso e Protaso. Originariamente esistevano, sopra le finestre laterali, anche le statue di Sant'Ambrogio e di San Carlo Borromeo. 
Il tempio risulta essere alto 15 metri e con un diametro di 10,80 metri.

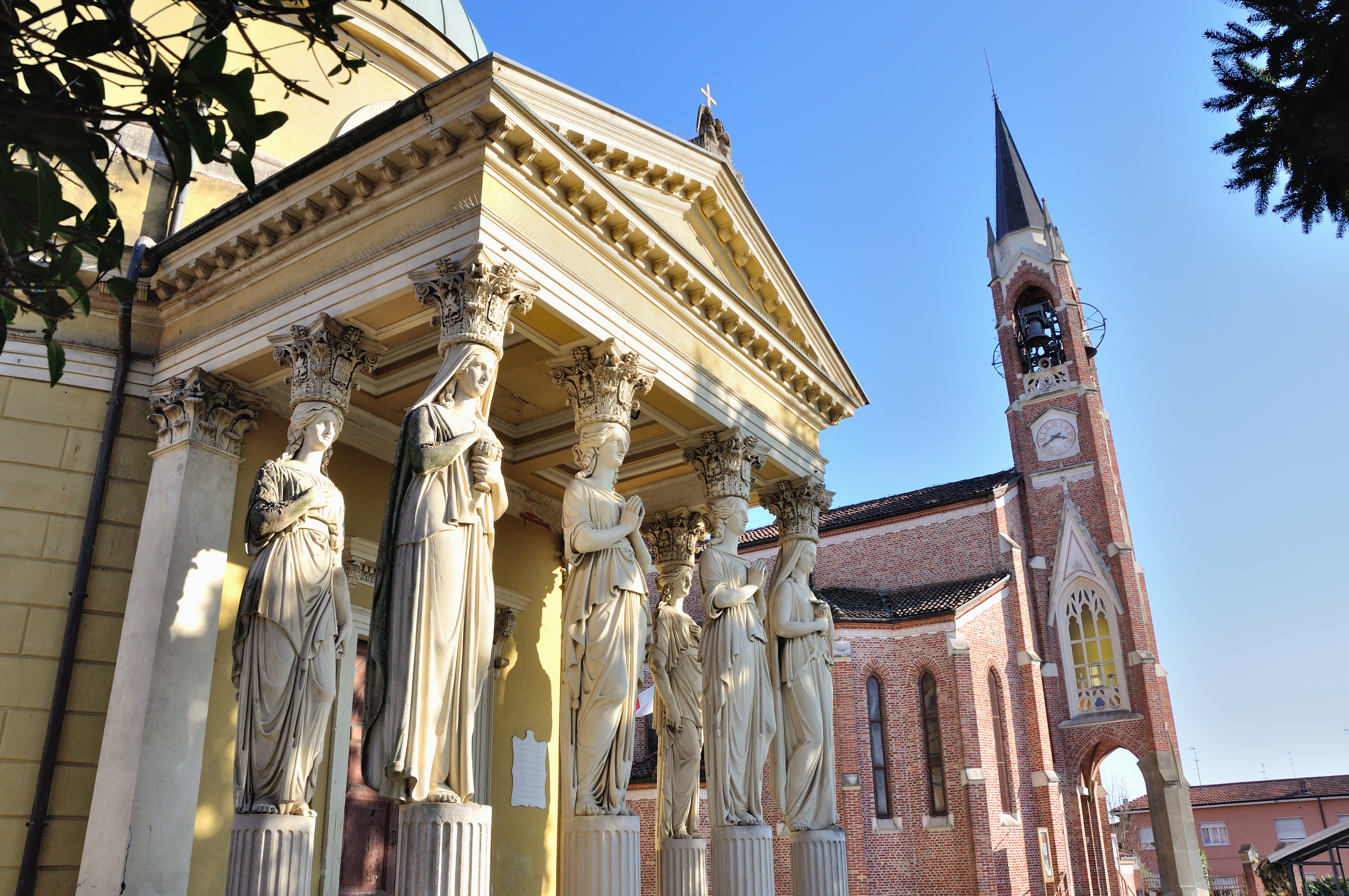
Dettaglio delle sei cariatidi che sostengono il pronao in primo piano, ed in secondo piano la chiesa dei Santi Martiri Gervaso e Protaso

### Interno
L'interno è costituito da un corpo cilindrico che termina con una semisfera perfetta costituita da venti cassettoni disposti in anelli concentrici, l'ultimo dei quali dipinto d'azzurro, secondo le tradizioni neoclassiche.
Sulle pareti interne sono dipinti quattro affreschi, attribuiti da Spirito Maria Chiappetta a Raffaele Casnedi, rappresentanti:
- Il discorso della Montagna;
- La guarigione del cieco nato;
- La risurrezione del figlio della vedova di Nain;
- La pericope dell'adultera.

Sopra questi quattro affreschi, ve ne sono altri quattro, rappresentanti:
- Il martirio dei Santi Gervaso e Protaso;
- Il ritrovamento dei corpi da parte di Sant'Ambrogio;
- Lo spostamento dei corpi ritrovati.